# Todiramphus ruficollaris
Todiramphus ruficollaris, conhecida como martim-caçador-de-mangaia ,  é uma espécie de ave da família Alcedinidae.
É endémica das Ilhas Cook.
Os seus habitats naturais são: florestas subtropicais ou tropicais húmidas de baixa altitude e plantações.
Está ameaçada por perda de habitat.